# Anna Julia Kapfelsperger

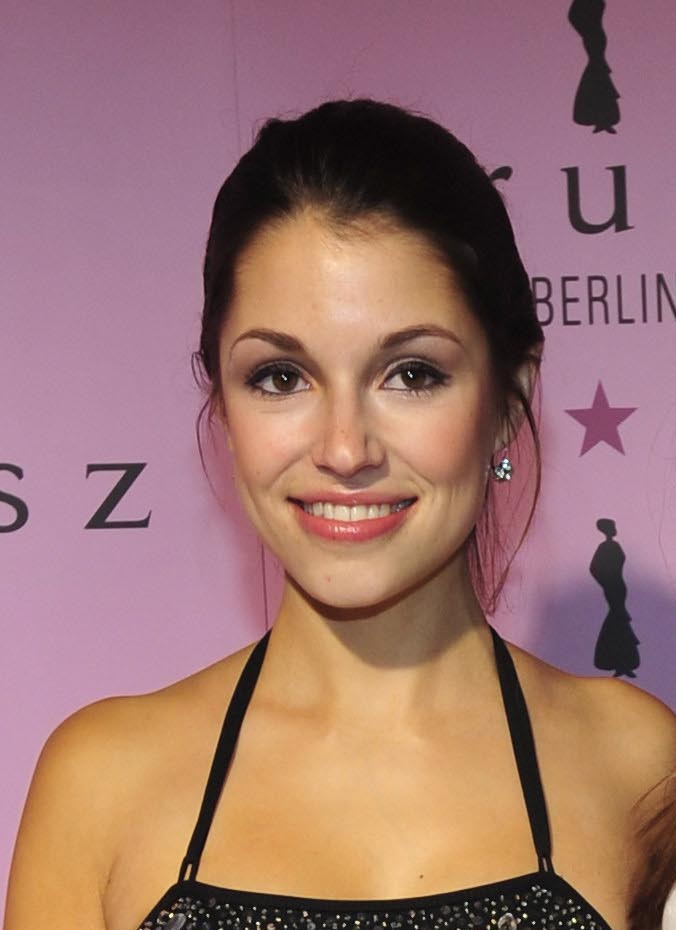
Anna Julia Kapfelsperger (2010)

Anna Julia Kapfelsperger (* 11. Juli 1985 in Beja, Portugal) ist eine deutsche Schauspielerin. 2019 hat sie geheiratet und heißt seitdem Anna Julia Antonucci.

## Leben
Anna Julia Kapfelsperger kam 1988 mit ihrer Familie nach Schwabmünchen. Während ihrer Schulzeit spielte sie Theater und sie tanzte mehr als zehn Jahre Flamenco.
Nach dem Abitur besuchte sie die Filmschauspielschule Berlin. Während ihrer zweijährigen Ausbildung sammelte sie erste Dreherfahrungen und stieg nach ihrem Abschluss mit einer Hauptrolle in die RTL-Soap Unter uns ein – zwei Jahre lang stand sie als „Charlotte Sommer“ in Köln vor der Kamera. Parallel spielte sie in verschiedenen TV-Produktionen und in Kinofilmen wie Jerry Cotton und Zeiten ändern dich.
2011 war Kapfelsperger in Kokowääh an der Seite von Til Schweiger zu sehen. Im Frühjahr 2011 stand sie als „Recha“ in Nathan der Weise an der Landesbühne Rheinland-Pfalz auf der Bühne. 2013 spielte sie an der Seite von Diana Amft in der RTL-Sitcom Christine. Perfekt war gestern! mit, einer Adaption der amerikanischen Serie The New Adventures of Old Christine. Im gleichen Jahr wurde sie für die Rolle der „Ailis“ im Hörbuch Loreley des Autors Kai Meyer mit dem Ohrkanus-Hörbuch- und Hörspielpreis ausgezeichnet.
In der Serie Alarm für Cobra 11 verkörperte sie in einigen Folgen die Freundin von Hauptkommissar „Ben Jäger“ (Tom Beck).
2024 kehrte sie für einige Folgen zurück zu Unter Uns.

## Filmografie (Auswahl)
- 2007: Im Namen des Gesetzes – Tote auf Urlaub (Fernsehserie)
- 2007: Volles Haus (Fernsehserie)
- 2008–2010, 2024: Unter uns
- 2009: 112 – Sie retten dein Leben (Fernsehserie, Folge 1x108)
- 2009: Die ProSieben Märchenstunde – Kalif Storch (Fernsehserie)
- 2010: Zeiten ändern dich
- 2010: Jerry Cotton
- 2010: Funny Movie: Biss zur großen Pause – Das Highschool Vampir Grusical (Fernsehfilm)
- 2011: Kokowääh
- 2011: Die Trixxer (Fernsehfilm)
- 2012: Der letzte Bulle – Ohne Moos nix los (Fernsehserie)
- 2012: Kaiserschmarrn
- 2012: Heiter bis wolkig
- 2012: Inga Lindström – Die Sache mit der Liebe (Fernsehfilm)
- 2013: Sommer in Rom
- 2013: Christine. Perfekt war gestern! (Fernsehserie, 8 Folgen)
- 2013: Fruchtfliegen (Kurzfilm)
- 2013: Rosamunde Pilcher – Schlangen im Paradies (Fernsehfilm)
- 2013: SOKO München – Der Engel von Schwabing (Fernsehserie)
- 2013: Alarm für Cobra 11 (Fernsehserie, Folgen 257–260)
- 2014: Binny und der Geist – Team-Geist (Fernsehserie)
- 2014: Alle unter eine Tanne (Fernsehfilm)
- 2014, 2023: SOKO Stuttgart – Taxi ins Jenseits, Nur 5 Stunden, Nachwehen (Fernsehserie)
- 2014: SOKO Köln – Tod am Telefon (Fernsehserie)
- 2015: Verliebt verlobt vertauscht (Fernsehfilm)
- 2015: Frauenherzen (Fernsehserie, 4 Folgen)
- 2015: Unsichtbare Jahre (Fernsehfilm)
- 2015: Spinnennetz (Fernsehfilm)
- 2015: Die Dienstagsfrauen – Zwischen Kraut und Rüben
- 2016: Gut zu Vögeln
- 2016: Unsere Zeit ist jetzt
- 2016–2017: Rabenmütter (Fernsehserie, 8 Folgen)
- 2017: Beef Wellington (Kurzfilm)
- 2017: Unter deutschen Betten
- 2018: Beck is back! – Neun Minuten (Fernsehserie)
- 2018: Bettys Diagnose – Konsequenzen (Fernsehserie, 2 Folgen)
- 2018: Pauls Weihnachtswunsch (Fernsehfilm)
- 2019: Professor T. – Hikikomori (Fernsehserie)
- 2019: SOKO München – Isegrim (Fernsehserie)
- 2020–2021: Schwester, Schwester – Hier liegen Sie richtig! (Fernsehserie, 20 Folgen)
- 2022, 2023: SOKO Linz – Grenzverschiebung, Einmal um die Welt (Fernsehserie)
- 2024: Schloss Einstein (Fernsehserie)

## Theater (Auswahl)
- 2006: Kasimir und Karoline, Theaterbar Berlin
- 2006: Drei Mal Leben, Theaterbar Berlin
- 2006: Was ihr wollt, Theaterbar Berlin
- 2007: Turandot, Ballhaus Ost
- 2007: Der letzte Schrei, Ballhaus Ost
- 2011: Nathan der Weise, Landesbühne Rheinland-Pfalz

## Auszeichnungen
- 2013: Ohrkanus-Hörbuch- und Hörspielpreis in der Kategorie „Beste Sprecherin“ für die Rolle der Ailis in „Loreley“[4]